# General Spanky
General Spanky è una commedia americana del 1936 prodotta da Hal Roach.
Spin-off della popolare serie Simpatiche canaglie, anch'essa prodotta da Roach, ha per protagonisti alcuni attori bambini della serie, quali George "Spanky" McFarland, Billie "Buckwheat" Thomas e Carl "Alfalfa" Switzer, oltre a Phillips Holmes, Rosina Lawrence e Ralph Morgan.
Per la regia di Fred Newmeyer e Gordon Douglas, il film fu distribuito nei cinema dall'11 dicembre 1936 dalla Metro-Goldwyn-Mayer.

## Collegamenti
- (EN) General Spanky, su IMDb, IMDb.com.
- (EN) General Spanky, su AllMovie, All Media Network.
- (EN) General Spanky, su Rotten Tomatoes, Fandango Media, LLC.
- (EN) General Spanky, su Box Office Mojo, IMDb.com.
- (EN) General Spanky, su AFI Catalog of Feature Films, American Film Institute.